# 第三人效果
第三人效果（英語：The Third-Person Effect）指的是“大眾媒體對那些報道這種現象的人以外的人產生巨大的影響。”1983年，菲利普斯·戴維森（W. Phillips Davison）提出“第三人效果假說”（third-person effect hypothesis），該假說預測：“在認知層面上，人們往往會高估大眾媒體信息對他人在態度和行為上的影響，即受眾接觸到說服訊息時，可能會預期該信息對其他人的影響力大於對自己的影響。在行為層面上，該假說預測，這種“第三人效果”認知會使人們可能採取某些相應的行動，以免他人受到媒介內容的影響，從而避免他人受影響後的行為影響到本人的權益。所以，人們可能支持對媒介內容有所管制，以防止媒介對他人造成不良影響。”